# Carl Fogarty
Carl George Fogarty MBE, més conegut com a Carl Fogarty   (Blackburn, 1 de juliol de 1965), és un antic pilot de motociclisme anglès que va destacar en competició internacional durant les dècades del 1980 i 1990. Va guanyar quatre campionats del món de Superbike (1994-95 i 1998-99), tres de Fórmula TT (1988-90) i un de resistència (1992). Fogarty destacava pel seu estil de conducció a alta velocitat als revolts, combinat amb una agressiva competitivitat. Els seus quatre títols mundials de Superbike el situen com al segon pilot més reeixit de la història del campionat després de Jonathan Rea (que en té sis), a més d'ocupar el tercer lloc en la llista de pilots amb més victòries al mundial, amb 59, darrere de Rea i Álvaro Bautista.
Conegut familiarment com a Foggy, és fill de l'antic pilot de motociclisme George Fogarty. Va obtenir els seus majors èxits amb l'equip de fàbrica de Ducati i també va ajudar a desenvolupar la moto de competició Petronas FP1 a començaments de la dècada del 2000. El 1997 li fou atorgada la medalla de l'Orde de l'Imperi Britànic (MBE, Member of the Order of the British Empire) pels seus serveis en el terreny esportiu. L'any 2000 es va retirar de les competicions i el 2011 va ser nominat FIM Legend.
El 2014, Fogarty va guanyar la 14a temporada del reality de supervivència d'ITV I'm a Celebrity...Get Me Out of Here! i va ser coronat "Rei de la selva".

## Carrera esportiva

### Fórmula TT

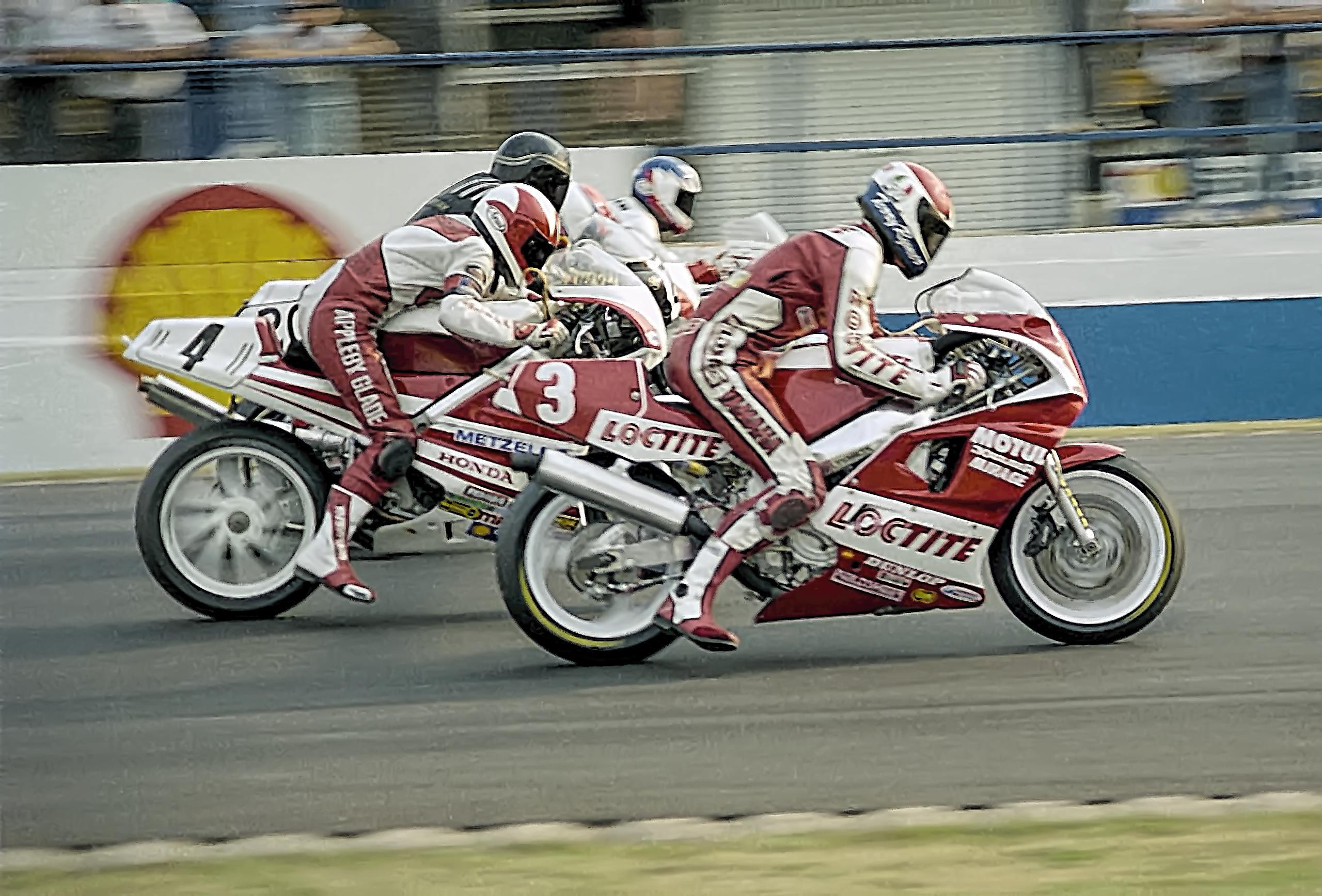
Fogarty (n. 4) amb l'Honda a Donington Park durant una cursa de F1 el 1989

Al començament de la seva carrera, Fogarty va guanyar amb Honda tres Campionats del Món de Fórmula 1 (Fórmula TT) consecutius, del 1988 al 1990. Aquell campionat, creat el 1977, es va anar esllanguint gradualment un cop es va haver instaurat el Campionat del Món de Superbike el 1988 i es va cancel·lar després de la temporada de 1990, la del seu darrer títol.

### Mundial de 500cc
El 1990, Fogarty va fer diverses incursions al mundial de motociclisme substituint Pierfrancesco Chili amb una Honda de 500cc, essent el seu millor resultat un sisè lloc al Gran Premi de Suècia. També va disputar diverses vegades el Gran Premi de Gran Bretanya de 500cc: el 1992 hi anava sisè abans de caure en relliscar en una taca de benzina; el 1993 s'hi va classificar en segona fila i anava segon al començament, després que Alex Barros, Mick Doohan i Kevin Schwantz caiguessin a la primera volta. Finalment va acabar quart en quedar-se sense combustible després d'anar molta estona tercer. Hi va participar de nou el 1994, però es va retirar abans de la cursa adduint una lesió a la mà, tot i que després va deixar entendre que trobava que la moto no era competitiva.

### Mundial de Superbike
El 1991, Fogarty va córrer amb l'equip Honda UK de Neil Tuxworth al mundial de Superbike, acabant setè a la general. L'equip es va retirar el 1992 i Fogarty va estar a punt de quedar-se sense moto després que un acord previ no es materialitzés. Finalment, però, va aconseguir la seva primera victòria al mundial a Donington Park i va acabar el campionat en novena posició tot i no poder completar tota la temporada.
El 1993 marca l'inici de la seva etapa com a pilot de fàbrica de Ducati. Va lluitar amb Scott Russell pel títol, guanyant onze curses per les cinc del nord-americà, però sense la consistència d'aquell (Russell va quedar segon dotze vegades en comparació amb les dues de Fogarty), de manera que va acabar com a subcampió darrere seu.

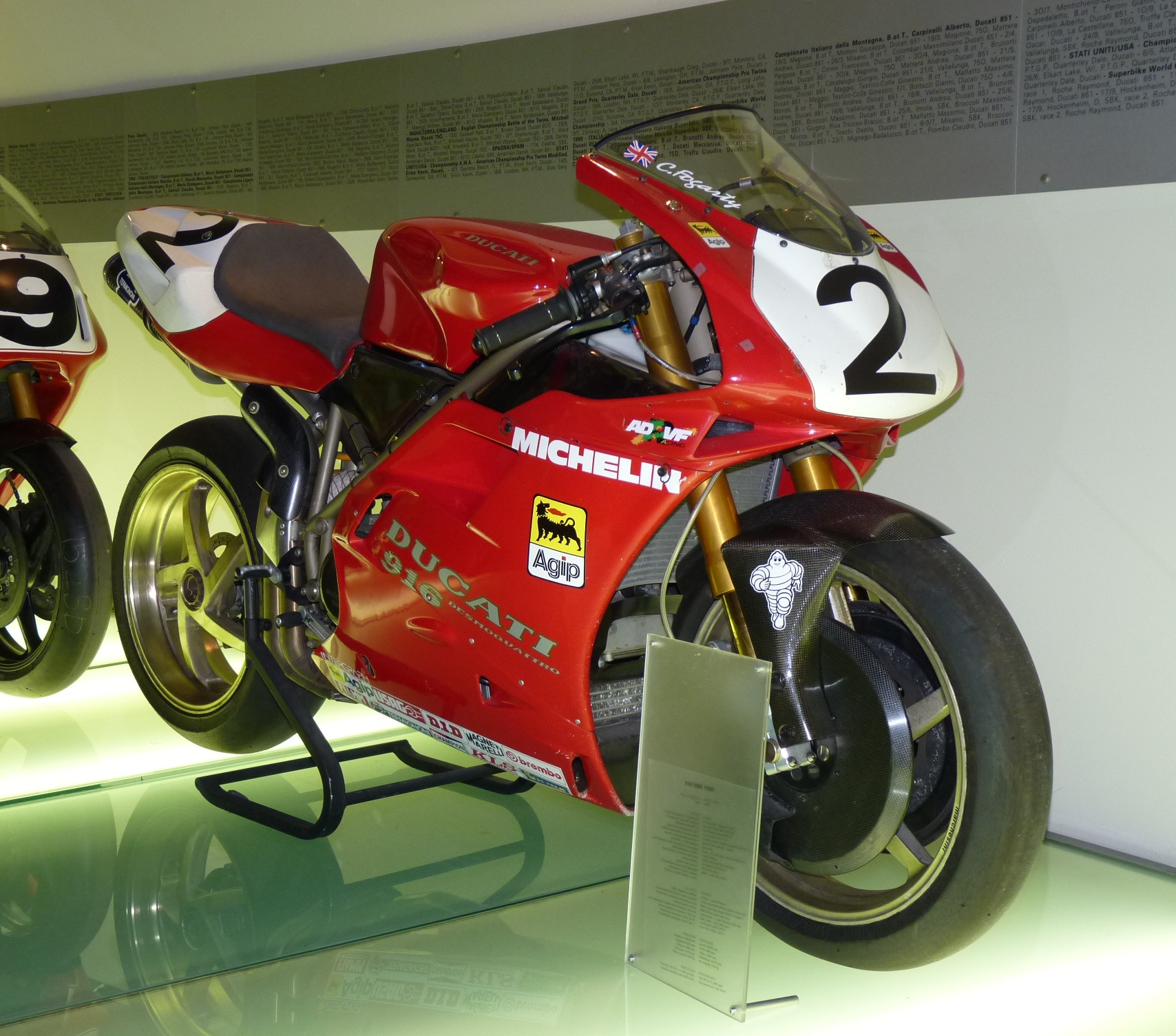
La Ducati 916 amb què guanyà el mundial de Superbike el 1994

El 1994 es van ajuntar dos factors que van reforçar els èxits de la temporada anterior. D'una banda, Fogarty estava en forma i anhelava el títol, després d'haver-ne estat tan a prop la temporada anterior; de l'altra, va estrenar la nova Ducati 916. Tot i que es va perdre les curses de Hockenheimring a causa d'una fractura de canell, va poder vèncer a Russell i Aaron Slight i proclamar-se campió del món de Superbike per primera vegada. El 1995 va guanyar sis de les vuit primeres curses, cosa que el va ajudar a revalidar el títol a cinc curses del final de la temporada.
El 1996 va tornar a córrer amb l'equip Tuxworth, ara amb el suport de la fàbrica d'Honda. Tot i guanyar quatre curses aquella temporada amb la RC45, tres més que el seu company d'equip Slight (i una més que les que Slight havia aconseguit durant tres temporades amb la moto), Fogarty va anar perdent pistonada i va acabar quart de la general, a 16 punts del subcampió, Slight i 38 del campió, Troy Corser. El 1997 va tornar a Ducati i va acabar subcampió darrere l'Honda de John Kocinski.
La temporada del 1998 va entrar a l'equip Ducati Performance, dirigit per Davide Tardozzi, que tot just debutava al mundial. Aquell any va guanyar el seu tercer títol de la manera més ajustada: després d'un cap de setmana decebedor a Nürburgring, va quedar només sisè a la classificació provisional, però va lluitar per superar finalment Corser i Slight a la ronda final. El 1999 va revalidar el seu títol quan encara restaven tres curses per al final de la temporada.

### Altres curses
Fogarty va obtenir nombrosos èxits a l'Illa de Man ja des de mitjan dècada del 1980. Va guanyar la cursa Lightweight Newcomers al Manx Grand Prix de 1985 i tres curses del TT de l'Illa de Man: la de 750 de producció el 1989 i les de Fórmula 1 i Senior TT el 1990. Va córrer un total de 26 curses del TT i va batre el rècord de volta al circuit el 1992. La seva marca de 18 minuts i 18,8 segons (a 123,61 mph) amb una Yamaha 750 cc es va mantenir imbatuda durant set anys, fins que Jim Moodie la va superar el 1999 des d'una sortida en parat amb una Honda RC45, deixant el rècord en 124,45 mph.
El 1992, Fogarty va guanyar les 24 Hores de Le Mans fent equip amb Terry Rymer i Michael Simul. Aquell any va guanyar també el Bol d'Or i el Campionat del Món de Resistència amb una Kawasaki. A més, amb una Harris Yamaha 500 GP va guanyar el Gran Premi de Macau.
El 1993 va guanyar les dues curses de Superbike a la North West 200 amb una Moto Cinelli Ducati 888. A la primera cursa va vèncer els germans Dunlop (Robert va quedar-hi segon i Joey tercer) i a la segona va quedar novament per davant de Robert Dunlop (segon), mentre que Phillip McCallen fou tercer. Fogarty va establir de passada un nou rècord de volta a 122,491 mph.
El 1995, Fogarty va acabar segon a la Daytona 200 amb la Ducati. Scott Russell va caure durant la primera volta de la cursa, però va poder remuntar i avançar Fogarty, guanyant la cursa. L'anglès va dir més tard que el reagrupament provocat pel cotxe de control de cursa després d'una bandera groga va permetre a Russell de neutralitzar significativament la diferència amb ell.
Fogarty va guanyar la cursa de Fórmula 1 del Gran Premi de l'Ulster de 1988 i un any més tard va guanyar-ne la cursa Senior 'King of the Roads', establint-hi de passada un nou rècord de volta a una velocitat de 121,629 mph.
La seva primera victòria a Brands Hatch no va arribar fins al 1995. En canvi, va tenir molt més d'èxit a Assen, on guanyà totes les curses en què participà menys una entre el 1995 i el 1999.

### Retirada
Fogarty es va veure obligat a retirar-se l'any 2000 després d'un incident a Phillip Island en què va topar amb el pilot privat de Ducati Robert Ulm i es va estavellar. Fogarty va patir diverses lesions, entre elles una de greu a l'espatlla que no es va guarir prou bé com per permetre-li de tornar a córrer. Troy Bayliss el va substituir a l'equip de fàbrica de Ducati.

## Després de les curses

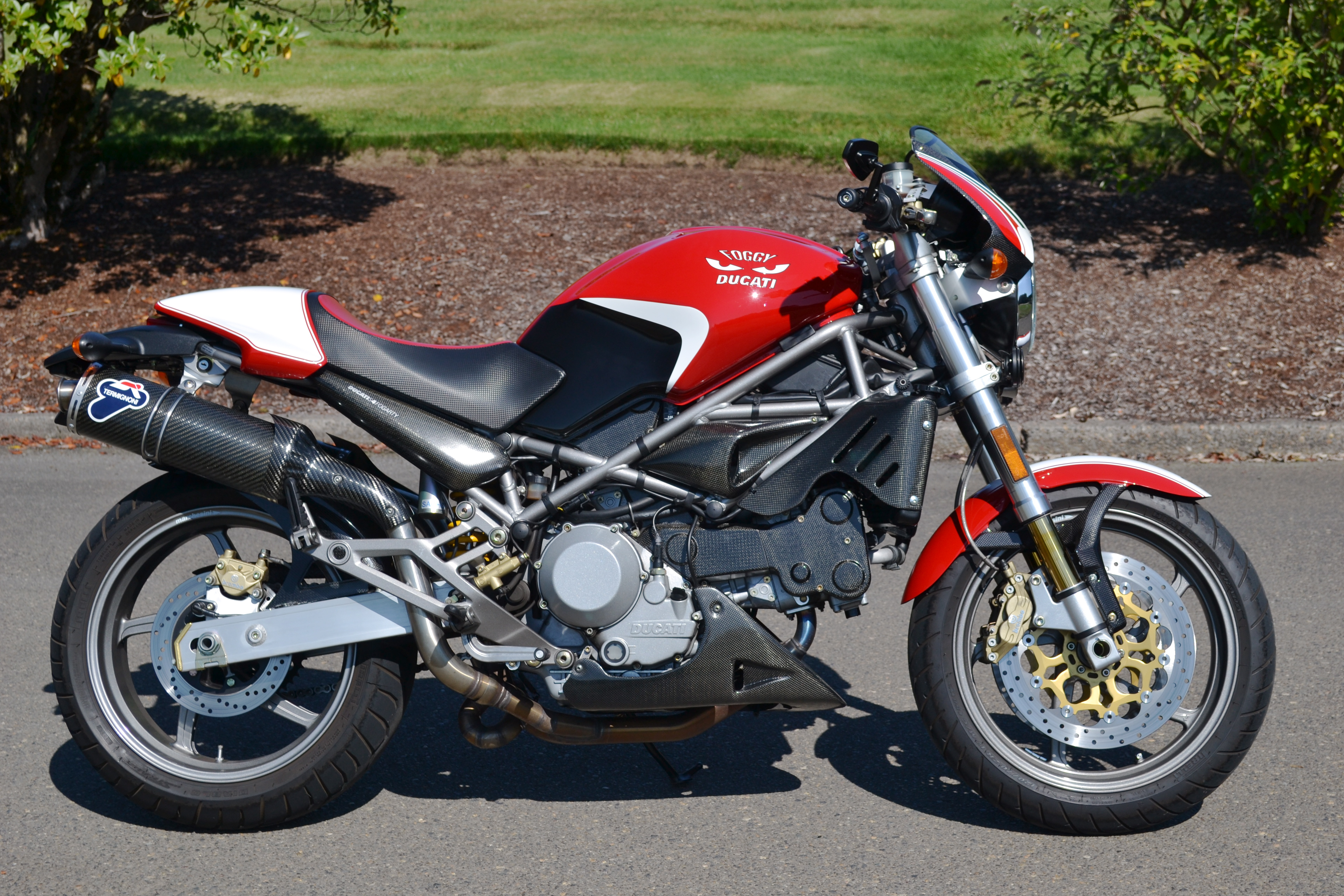
La Ducati Monster S4 Foggy del 2002

L'any 2002, Ducati va llançar un model d'edició limitada especial (només se'n van produir 300 unitats) en honor seu, la "Monster S4 Fogarty".
Aquell mateix any, l'anglès va fundar l'equip Foggy Petronas per a competir al Campionat del Món de Superbike. Com a pilots, va fitxar primer el seu antic company d'equip Troy Corser i el 2003, a James Haydon. Tanmateix, la seva Petronas FP1 tricilíndrica mai no va ser realment competitiva. El 2004 van aconseguir dos tercers llocs (un per a Corser i un per a Chris Walker), però aquella temporada va haver-hi poc suport dels fabricants al mundial de Superbike. Un cop diversos d'aquests van tornar al mundial, el 2005, la Petronas es va demostrar poc competitiva. Petronas va cancel·lar el projecte a finals de 2006, cosa que va deixar poc clar el futur Fogarty a les competicions. Després d'haver intentat sense èxit trobar patrocinador per a un nou equip amb motos Ducati per al 2007, al maig va anunciar el retorn del seu equip el 2008 com a equip oficial de MV Agusta, tot i que finalment va aturar les activitats del seu equip i el va posar en venda.
Fogarty mai va no defugir la polèmica al pàdoc del mundial de Superbike, i fins i tot retirat, expressa sovint la seva opinió (la majoria de vegades al setmanari britànic Motor Cycle News) en què sovint retreu greuges a antics rivals com ara Troy Corser i Neil Hodgson. Aquesta actitud cap a altres pilots l'ha convertit en una personalitat controvertida dins el món del motociclisme, amb tants incondicionals com detractors.
El 2014, Fogarty va guanyar la catorzena temporada del reality d'ITV I'm a Celebrity...Get Me Out of Here!. A la final el van desafiar a menjar-se una gran tassa de cucs de farina vius (que va engolir en tres queixalades), dues taràntules fregides, tres paneroles vives, anus d'estruç i un penis de camell.
El juliol de 2016, Fogarty va rebre una beca honorífica de la University of Central Lancashire.

## Vida personal
Fogarty es va casar amb Michaela el 1991. La parella viu a Mellor (Blackburn, Lancashire) i té dues filles: Danielle (1991) i Claudia (1994).
Fogarty va donar suport al Partit Conservador a les eleccions al Parlament del Regne Unit de 2019.[19] Des de fa anys, dirigeix l'organització benèfica local North West Blood Bikes - Lancs & Lakes.

## Resultats al Mundial de Superbike
(Ids. Rondes | Llegenda) (Curses en negreta indiquen pole; curses en  itàlica indiquen volta ràpida)
| Any  | Moto   | 1       | 1       | 2       | 2       | 3       | 3      | 4       | 4      | 5      | 5       | 6       | 6      | 7       | 7       | 8      | 8       | 9       | 9      | 10      | 10      | 11      | 11      | 12    | 12      | 13      | 13    | Pos. | Pts   |
| Any  | Moto   | C1      | C2      | C1      | C2      | C1      | C2     | C1      | C2     | C1     | C2      | C1      | C2     | C1      | C2      | C1     | C2      | C1      | C2     | C1      | C2      | C1      | C2      | C1    | C2      | C1      | C2    | Pos. | Pts   |
| ---- | ------ | ------- | ------- | ------- | ------- | ------- | ------ | ------- | ------ | ------ | ------- | ------- | ------ | ------- | ------- | ------ | ------- | ------- | ------ | ------- | ------- | ------- | ------- | ----- | ------- | ------- | ----- | ---- | ----- |
| 1988 | Honda  | GBR Ret | GBR DNS | HUN     | HUN     | GER     | GER    | AUT     | AUT    | JPN    | JPN     | FRA     | FRA    | POR     | POR     | AUS    | AUS     | NZL     | NZL    |         |         |         |         |       |         |         |       | NC   | 0     |
| 1989 | Honda  | GBR 7   | GBR 13  | HUN     | HUN     | CAN     | CAN    | USA     | USA    | AUT    | AUT     | FRA     | FRA    | JPN     | JPN     | GER    | GER     | ITA     | ITA    | AUS     | AUS     | NZL     | NZL     |       |         |         |       | 44è  | 12    |
| 1990 | Honda  | ESP 14  | ESP Ret | GBR 6   | GBR 6   | HUN     | HUN    | GER     | GER    | CAN    | CAN     | USA     | USA    | AUT     | AUT     | JPN    | JPN     | FRA Ret | FRA 8  | ITA     | ITA     | MAS     | MAS     | AUS   | AUS     | NZL     | NZL   | 19è  | 30    |
| 1991 | Honda  | GBR Ret | GBR 9   | ESP 9   | ESP 8   | CAN     | CAN    | USA 11  | USA 11 | AUT    | AUT     | SMR 7   | SMR 8  | SWE 4   | SWE 4   | JPN 11 | JPN 8   | MAS 8   | MAS 7  | GER 9   | GER 10  | FRA 6   | FRA 7   | ITA 7 | ITA Ret | AUS     | AUS   | 7è   | 146   |
| 1992 | Ducati | ESP 12  | ESP 10  | GBR Ret | GBR 1   | GER 20  | GER 11 | BEL Ret | BEL 8  | ESP 5  | ESP Ret | AUT 6   | AUT 7  | ITA 7   | ITA 4   | MAS    | MAS     | JPN     | JPN    | NED 4   | NED 2   | ITA Ret | ITA Ret | AUS 7 | AUS Ret | NZL     | NZL   | 9è   | 134   |
| 1993 | Ducati | GBR Ret | GBR     | GER 3   | GER 7   | ESP 1   | ESP 1  | SMR 5   | SMR 3  | AUT 4  | AUT 4   | CZE 1   | CZE 2  | SWE 1   | SWE 1   | MAS 1  | MAS 1   | JPN 1   | JPN 24 | NED 1   | NED 1   | ITA 4   | ITA 4   | GBR 2 | GBR Ret | POR Ret | POR 1 | 2n   | 349.5 |
| 1994 | Ducati | GBR 1   | GBR 2   | GER     | GER     | SMR Ret | SMR 5  | ESP 1   | ESP 1  | AUT 1  | AUT 1   | INA Ret | INA 1  | JPN 4   | JPN 2   | NED 1  | NED 1   | ITA 2   | ITA 1  | GBR 14  | GBR 5   | AUS 1   | AUS 2   |       |         |         |       | 1r   | 305   |
| 1995 | Ducati | GER 1   | GER 1   | SMR 2   | SMR 2   | GBR 1   | GBR 1  | ITA 1   | ITA 2  | ESP 2  | ESP 1   | AUT 1   | AUT 2  | USA 5   | USA 7   | GBR 1  | GBR 1   | JPN Ret | JPN 1  | NED 1   | NED 1   | INA 1   | INA Ret | AUS 4 | AUS 2   |         |       | 1r   | 478   |
| 1996 | Honda  | SMR 7   | SMR 6   | GBR 8   | GBR 7   | GER 5   | GER 1  | ITA 1   | ITA 3  | CZE 2  | CZE 3   | USA 8   | USA 4  | GBR 5   | GBR Ret | INA 2  | INA 3   | JPN 8   | JPN 4  | NED 1   | NED 1   | ESP 5   | ESP 7   | AUS 4 | AUS 6   |         |       | 4t   | 331   |
| 1997 | Ducati | AUS 2   | AUS 4   | SMR 3   | SMR 3   | GBR 2   | GBR 1  | GER 4   | GER 1  | ITA 3  | ITA 4   | USA 2   | USA 2  | GBR Ret | GBR 1   | AUT 1  | AUT Ret | NED 2   | NED 1  | ESP Ret | ESP Ret | JPN 13  | JPN Ret | INA 3 | INA 1   |         |       | 2n   | 358   |
| 1998 | Ducati | AUS 1   | AUS 3   | GBR 7   | GBR 3   | ITA 6   | ITA 2  | ESP 9   | ESP 1  | GER 13 | GER 13  | SMR 4   | SMR 3  | RSA 2   | RSA 2   | USA 5  | USA Ret | GBR 4   | GBR 2  | AUT 3   | AUT 2   | NED 2   | NED 1   | JPN 3 | JPN 4   |         |       | 1r   | 351.5 |
| 1999 | Ducati | RSA 1   | RSA 1   | AUS 2   | AUS 2   | GBR 1   | GBR 2  | ESP 3   | ESP 3  | ITA 1  | ITA 1   | GER 1   | GER 15 | SMR 1   | SMR 1   | USA 5  | USA 4   | GBR 19  | GBR 4  | AUT 2   | AUT 4   | NED 1   | NED 1   | GER 1 | GER 2   | JPN 2   | JPN 5 | 1r   | 489   |
| 2000 | Ducati | RSA 3   | RSA Ret | AUS 2   | AUS Ret | JPN     | JPN    | GBR     | GBR    | ITA    | ITA     | GER     | GER    | SMR     | SMR     | ESP    | ESP     | USA     | USA    | GBR     | GBR     | NED     | NED     | GER   | GER     | GBR     | GBR   | 26è  | 36    |

### Resum

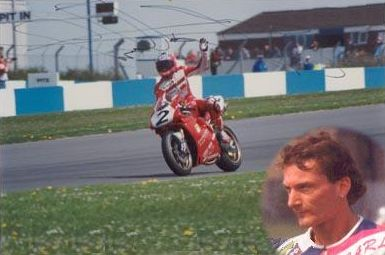
Fogarty amb la Ducati 916 ca. 1994

| Anys      | Títols | Curses | Podis | Victòria | 2n lloc | 3r lloc | Poles | V. Ràpides | Punts |
| --------- | ------ | ------ | ----- | -------- | ------- | ------- | ----- | ---------- | ----- |
| 1988–2000 | 4      | 220    | 109   | 59       | 33      | 17      | 21    | 48         | 3.020 |

## Obra publicada
- Fogarty, Carl; Bramwell, Neil. Foggy: The Explosive Autobiography of the Four-time Superbike World Champion (en anglès).  Collins Willow, 2000. ASIN B011T6Y6K8. ISBN 9780002189606.
- Fogarty, Carl. The World According To Foggy (en anglès).  Hachette, 2018. ASIN B0791HPYW2. ISBN 9781472252432.